# Khan Academy
Khan Academy là một tổ chức giáo dục phi lợi nhuận tại Mỹ do Sal Khan thành lập vào năm 2008 với mục tiêu tạo ra một bộ công cụ trực tuyến để cung cấp nội dung giáo dục cho người học. Khan Academy sản xuất các bài học ngắn dưới dạng video. Trang web của tổ chức cũng cung cấp các bài tập bổ trợ và tài nguyên cho các nhà giáo dục. Mọi tài nguyên đều được cung cấp miễn phí cho những người sử dụng trang web và ứng dụng của Khan Academy.

## Lịch sử
Năm 2008, Salman "Sal" Khan dạy gia sư môn toán cho một trong các anh chị em họ của mình qua Internet bằng dịch vụ Yahoo! Doodle Images. Sau một thời gian, các anh chị em họ khác của Khan cũng bắt đầu sử dụng dịch vụ gia sư của anh. Vì nhu cầu cao, Khan quyết định công khai các video của mình trên Internet, nên anh đăng tải chúng lên YouTube. Sau đó, anh sử dụng một ứng dụng vẽ tên là SmoothDraw, và hiện nay thì dùng bảng vẽ Wacom và phần mềm ArtRage. Các video này được anh ghi lại bằng máy tính của mình.
Những phản hồi tích cực dành cho các nội dung này đã khiến Khan từ bỏ công việc của mình vào năm 2009 để tập trung hoàn toàn vào việc sản xuất các video giảng dạy (lúc này được đăng tải dưới tên gọi Khan Academy). Khan Lab School, một ngôi trường do Sal Khan thành lập và được liên kết với Khan Academy, đã mở cửa vào ngày 15 tháng 9 năm 2014 tại Mountain View, California. Tháng 6 năm 2017, Khan Academy chính thức công bố loạt video Financial Literacy Video Series dành cho đối tượng sinh viên, người đang tìm việc làm và người mới đi làm.